# Astro Mustika HD
Astro Mustika HD是马来西亚Astro拥有的首个马来语高清频道，全天候24小时播出。该频道主要的节目是与Astro Citra同步播出和高清播放。